# جوردن ميلر
جوردن ميلر (بالإنجليزية: Jordan Miller)‏ هو متزلج فني أمريكي، ولد في القرن العشرين في نيويورك في الولايات المتحدة.

## وصلات خارجية
- جوردن ميلر على موقع الاتحاد الدولي للتزلج (الإنجليزية)